# Nikon-F-Serie

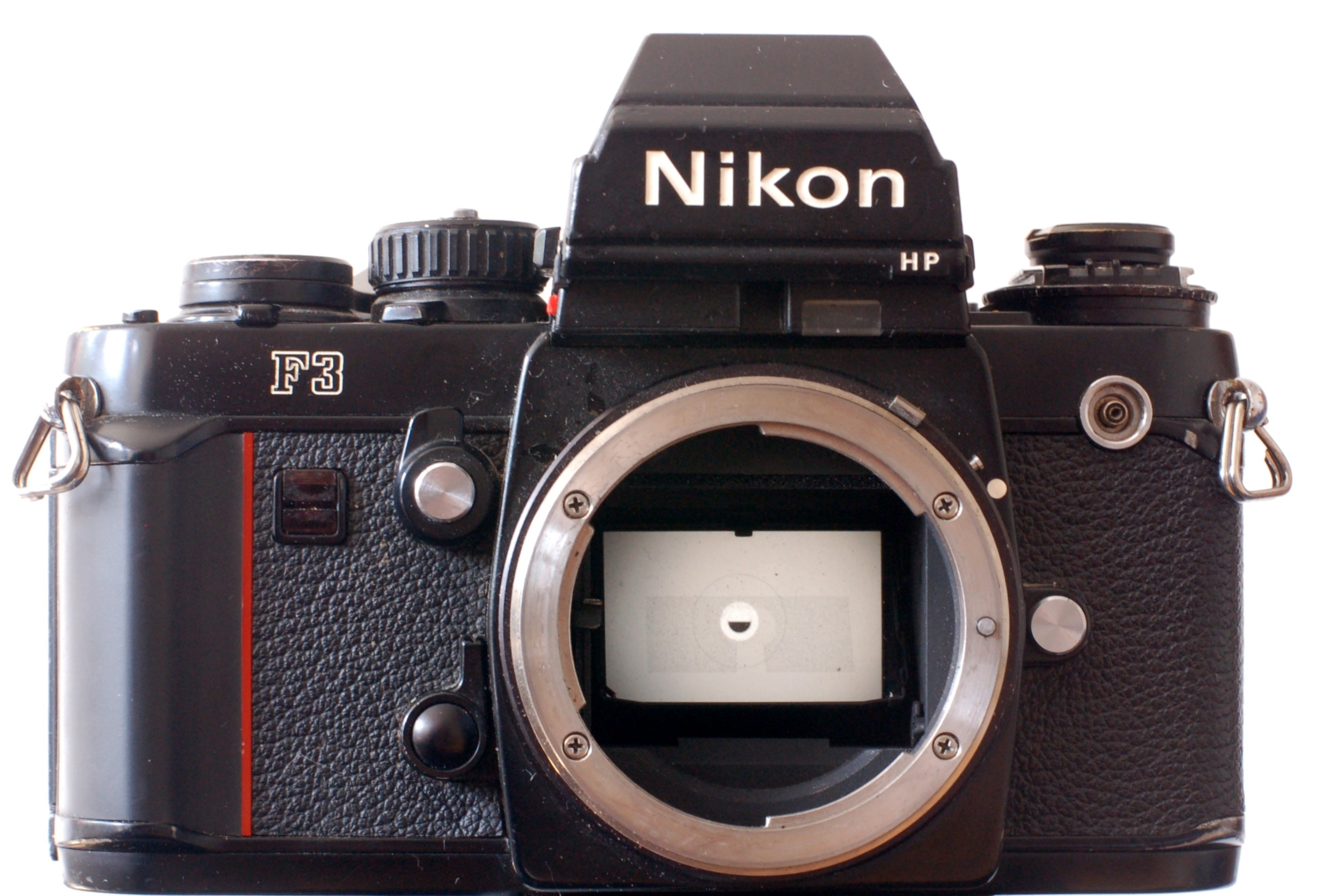
Die Nikon F3 (hier mit dem brillenfreundlichen HP-Sucher) war die Nachfolgerin der F2. Anfangs wegen der elektronischen Steuerung kritisch beäugt, konnte sie durch ihre Zuverlässigkeit überzeugen. Sie war von 1980 bis 2002 auf dem Markt und ist damit eine der am längsten produzierten Profikameras überhaupt.

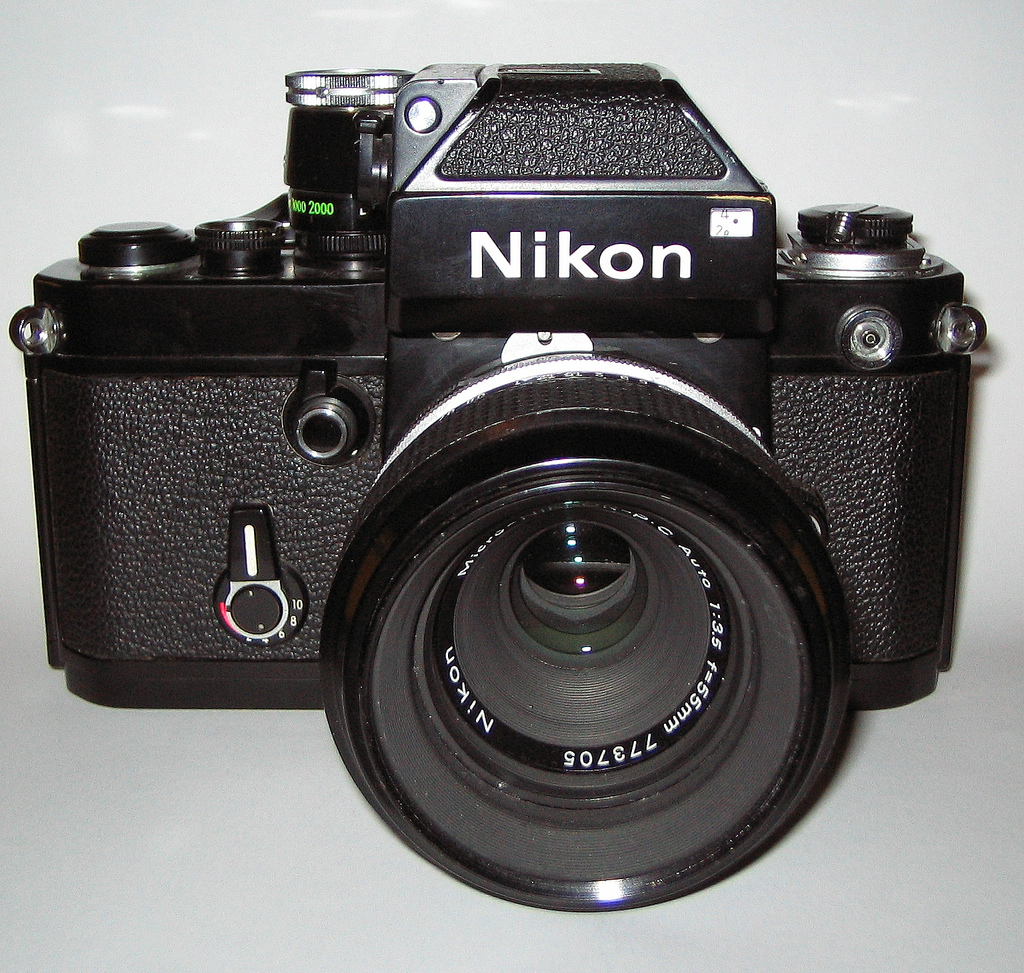
Die Nikon F2 gilt als mechanischer Klassiker, der die Marke Nikon in der Welt der Profis endgültig etablierte. Sie war von 1971 bis in die frühen 1980er-Jahre am Markt.

Die F-Serie der Firma Nikon ist eine Reihe von Kleinbildkamera-Gehäusen, welche auf die Anforderungen von professionellen Fotografen ausgelegt ist. Der Hersteller benannte derartige Kameras mit F gefolgt von einer einstelligen Zahl.
Daneben gibt es von Nikon auch andere Kameras mit dem F im Namen, die allerdings nicht dieser professionellen Serie zuzuordnen sind: Nikkorex F, Nikkormat FT/FS/FTN/FT2/FT3, die Nikon FA, die FE-Serie, die FM-Serie, FG, FG-20, F-301, F-401, F-501, F-601M, F-601, F-801, F-801s, F50, F55,  F60, F65, F70, F75, F80, F90, F90x, F100.
In Analogie zu der F-Serie bietet Nikon seine digitalen Spiegelreflexkameras der D-Serie an.

## Baureihen
- 1959: Nikon F, die erste Spiegelreflexkamera der Firma. Sie ist rein mechanisch und hat entweder einen Prismensucher (ohne Belichtungsmesser) oder einen optionalen Photomic-Sucher als Belichtungsmesser.
- 1971: Nikon F2, eine technisch sehr ähnliche Nachfolgerin, die den weltweiten Durchbruch im Profibereich bedeutete. Die Sucher und Mattscheiben sind mit der Nikon F kompatibel. Eine der wichtigsten Neuerungen war die abklappbare Rückwand, die den Filmwechsel erleichterte und den Anschluss eines Motors bei eingelegtem Film erst ermöglichte.
- 1980: Nikon F3, diese Kamera führt einen elektronisch gesteuerten Verschluss, Zeitautomatik und TTL-Blitzautomatik in die Serie ein. Obwohl viele Profis der Elektronik zunächst skeptisch gegenüberstanden, konnte diese doch überzeugen, und auch die F3 machte sich ihren Namen als robuste und zuverlässige Profikamera mit „zeitlosem“ Design. Abgesehen von den Objektiven ist das Systemzubehör aber nicht mehr kompatibel zur F oder F2.
- 1988: Nikon F4, die F4 verfügt erstmals in dieser Serie über in das Gehäuse integrierten Autofokus und automatischen Filmtransport. Erstmals gibt es bei Nikon auch eine Spot-Belichtungsmessung. Verschiedene wechselbare Batterieteile erlauben Bildfrequenzen von bis zu 5,7 Bildern/s. Auch ihr Systemzubehör ist abgesehen von den Objektiven nicht kompatibel mit den Vorgängern.
- 1996: Nikon F5, diese Kamera erweitert die Autofokus-Technik mit mehreren Messfeldern und verfügt über einen fest integrierten Hochformatgriff mit leistungsstarken Batterieteil. Die maximale Bildfrequenz beträgt sensationelle 8 Bilder/s.
- 2004: Nikon F6, die Kamera erscheint trotz zunehmender Digitalisierung des Profibereiches. Wieder ist der Autofokus überarbeitet (jetzt mit 11 Messfeldern, übernommen aus der Nikon D2H), die Kamera hat jetzt aber wieder ein kleineres Gehäuse mit optionalem Hochformatgriff. Jedoch wird zum ersten Mal auf den Wechselsucher verzichtet, der bisher in der Nikon F-Serie ein typisches Merkmal der Profikamera war.